# Історико-краєзнавчий музей села Городнє
Істо́рико-краєзна́вчий музе́й села Городнє (Болградський район, Одеська область, Україна) спрямований на збереження, розвиток, вивчення культури бессарабських болгар.

## Становлення
Початок збору експонатів музею відноситься до 1960-х років.
Першими експонатами були предмети допоміжних історичних дисциплін: нумізматики, геральдики, сфрагістики, боністики. Збирачами були учні Городненської середньої школи, керував якими директор школи Галуцький Семен Семенович.
Музей збирав документи, свідчення, спогади з історії болгарського народу, краю, села Городнє і його населення. Збирачами були вчитель історії К. М. Поглубко і учень городненської школи Червенков М. М. (нині доктор історичних наук).
Через від'їзд К. М. Поглубка і М. М. Червенкова (поїхав на навчання до вузу) та переміщення експонатів музею до різних приміщень, від 1976 до 1982 року музей не працював.

## Офіційне відкриття
1982 року в сільському клубі села Городнє проведено науково-практичну конференцію, на якій офіційно відкрито музей. На конференції були представники ОНУ ім. Мечникова — М. Д. Дихан, Академії наук МРСР — Червенков М. М., Болградського РК КПУ — Г. Д. Фетов, громадськості села.

## Будівля музею
До 1989 року музей не мав окремого приміщення, тому в різні роки розташовувався в приміщеннях дитсадка, заготпункту, в приватному будинку, школі. 1989 року музею передано будівлю колишньої сільської ради по вул. Радянській у центрі села, в якій він перебуває донині.

## Люди, які брали участь у створенні музею
Більшість експонатів музею збирали і збирають добровольці, ентузіасти, жителі і вихідці з села. Найвагоміший[ненейтрально] внесок у створення музею зробили:
- Галуцький Семен Семенович — учасник Німецько-радянської війни, історик, автор книг, директор Городненської середньої школи в 1955—1976 роках.
- Пінті Марія Дмитрівна — історикиня, директорка Городненської загальноосвітньої школи в 1990—2021 роках[2].
- Недєльчев Степан Георгійович — секретар парторганізації, заступник голови колгоспу, директор Городненського історико-краєзнавчого музею від 1995 до 2010 року.
- Пономаренко В. М. — художник-оформлювач.
- Червенков К. І. — тесляр колгоспу.

## Доглядачі музею
- Пінті Марія Дмитрівна, 1969—1985 рр., музей на той момент мав статус шкільного музею.
- Галуцький Семен Семенович, 1985—1995 рр.
- Недєльчев Степан Георгійович, 1995—2010 рр.
- Константинова Ганна Михайлівна, від 2010 року донині.

## Кінець ХХ - ХХІ століття
Сьогодні музей має багате зібранням документів, що відбивають історію села, унікальну колекцію етнографічних експонатів. У семи виставкових залах зібрано 4500 експонатів, з них понад 3000 оригіналів.
У музеї бувають делегації з Болгарії, Польщі, Румунії, Росії. Музей відвідували і відвідують різні дипломатичні діячі, наприклад, міністр закордонних справ України у 1994—1998 роках Удовенко Геннадій Йосипович. 1998 року по залах музею екскурсію йому провів Недєльчев С. Г., про що свідчить запис у книзі відгуків і подяк музею.
2005 року Міністерство культури України проводило конкурс серед сільських музеїв України. За критерії оцінення брались такі показники: кількість експонатів, кількість оригіналів, оформлення залів, кількість відвідувачів, зокрема, відвідувачів з різних країн і регіонів. Городненський історико-краєзнавчий музей посів у цьому конкурсі 2 місце.
За рік музей проводить понад 240 екскурсій, охоплюючи 2300—2400 осіб, з яких дві третини — діти. Екскурсії проводяться за 16 розділами музею.
На матеріалах музею написано понад 20 рефератів, дослідницьких робіт та кандидатська дисертація.